# Nakivubostadion
Het Nakivubostadion is een multifunctioneel stadion in Kampala, Oeganda. Het stadion wordt vooral gebruikt voor voetbal en basketbal. De voetbalclub Villa SC maakt gebruik van dit stadion. In het stadion is plaats voor 15.000 toeschouwers na de renovatiewerkzaamheden die tot en met 2023 duurden. In 2000 werd dit stadion gebruikt voor de CECAFA Cup 2000.